# Бозоклу Мустафа-паша
Бозоклу́ Мустафа́-паша (тур. Bozoklu Mustafa Paşa; 1638 — 17 декабря 1698) — османский государственный и военный деятель, великий визирь с 27 марта 1693 по 14 марта 1694 года.

## Биография
Мустафа-паша был уроженцем города Йозгат, за что получил прозвище Бозоклу. Получил образование в дворцовой школе Эндерун, в течение многих лет служил оруженосцем при султане Мехмеда IV. 
В январе 1681 года был назначен командующим османским флотом в ранге седьмого визиря. В период его пребывания в должности капудан-паши, французский флот преследовал 9 пиратских галеонов, которые укрылись в порту Хиоса. 23 июля 1681 года французский флот атаковал город, подвергнув его жестокой бомбардировке. Городу был нанесён тяжёлый ущерб, погибло 110 человек. Турецкий флот под командованием Мустафа-паши захватил французские корабли, которые затем были выкуплены французским правительством после компенсации нанесённого ущерба.
После отставки с поста капудан-паши, Бозоклу Мустафа-паша занимал должность бейлербея Подолья и Очакова (1685–1690) и был назначен сердаром во время Польско-турецкой войны. В августе 1687 года с помощью войск крымского хана снял осаду с Каменца-Подольского, который осаждала польская армия. Затем занимал должности бейлербея Дамаска (1690) и Триполи (1691).
27 марта 1693 года по просьбе султана Ахмеда II занял пост великого визиря. В июле 1693 года во время Великой Турецкой войны во главе армии выступил в сторону Белграда. Весть о приближении турецкой армии заставила командующего австрийской армией герцога де Круа снять осаду с Белграда и отступить. Мустафа-паша приказал отремонтировать Белградскую крепость и уничтожить австрийские траншеи и укрепления вокруг крепости.
14 марта 1694 года Бозоклу Мустафа-паша был уволен с поста великого визиря и был назначен во второй раз бейлербеем Триполи, но был отозван до того, как достиг места назначения. Он был обвинён в недостаточном снабжении войска лошадьми; в качестве штрафа с него было взято 217 кошельков с монетами, после чего его отпустили. В августе 1697 года вместе с султаном Мустафой II и великим визирем Эльмас Мехмед-пашой участвовал в военном походе. После переправы большей части турецкой армии через Тису, Евгений Савойский атаковал с тыла турецкую армию, которая потерпела сокрушительное поражение. Мустафа-паша сумел увести часть армии, обеспечив туркам безопасный проход.
Последние месяцы жизни страдал от подагры, скончался 17 декабря 1698 года; был похоронен в Эдирне.